# Ivyland
Ivyland es un borough ubicado en el condado de Bucks en el estado estadounidense de Pensilvania. En el año 2020 tenía una población de 955 habitantes y una densidad poblacional de 1194 personas por km².

## Geografía
Ivyland se encuentra ubicado en las coordenadas 40°12′32″N 75°4′19″O / 40.20889, -75.07194.

## Demografía
Según la Oficina del Censo en 2000 los ingresos medios por hogar en la localidad eran de $58,958 y los ingresos medios por familia eran $63,750. Los hombres tenían unos ingresos medios de $43,750 frente a los $36,136 para las mujeres. La renta per cápita para la localidad era de $26,525. Alrededor del 3.6% de la población estaba por debajo del umbral de pobreza.